# Saint-Élier
Saint-Élier – miejscowość i gmina we Francji, w regionie Normandia, w departamencie Eure.
Według danych na rok 1990 gminę zamieszkiwało 510 osób, a gęstość zaludnienia wynosiła 220 osób/km² (wśród 1421 gmin Górnej Normandii Saint-Élier plasuje się na 447. miejscu pod względem liczby ludności, natomiast pod względem powierzchni na miejscu 871.).